# BOYS BE
《BOYS BE》(보이스 비)는 보이그룹 세븐틴의 두 번째 미니 음반이다. 타이틀곡은 〈만세〉로, 2015년 9월 10일 로엔 엔터테인먼트에서 발매되었다.

## 개요
- 《17 CARAT》에 이어 4개월 만에 발매하는 음반이다.
- 타이틀곡 〈만세〉는 좋아하는 이성이 자신을 바라볼 때 만세를 외칠 만큼 기쁜 감정을 소년의 입장에서 표현한 곡이다.[1] 곡에는 무궁화 꽃이 피었습니다 놀이의 구호가 포함되어 있으며, 만세 동작을 한 채로 양 손을 좌우로 흔드는 안무와 삐진 척을 하는 듯한 안무가 특징적이다.[2] 뮤직 비디오에는 배우 조수향이 출연하였다.[3]
- 1번 트랙 〈표정관리〉는 힙합 유닛의 곡으로, 좋아하는 이성이 앞에 있을 때 표정을 감추기 힘든 모습을 남성의 시선에서 표현하였다.[4]
- 3번 트랙 〈어른이 되면〉은 보컬 유닛의 R&B 장르 곡으로, 서툴렀던 사랑을 아련한 느낌으로 표현하였다.[4]
- 4번 트랙 〈OMG〉는 퍼포먼스 유닛의 EDM, 트랩 장르 곡으로, 예능 프로그램 《세븐틴 프로젝트 - 데뷔 대작전》에서 미리 공개되었었다.[4]

## 수록곡
| #            | 제목            | 작사                             | 작곡                 | 편곡  | 재생 시간 |
| ------------ | --------------- | -------------------------------- | -------------------- | ----- | --------- |
| 1.           | 〈표정관리〉    | 우지, 에스쿱스, 버논, 민규, 원우 | 범주                 | 3:05  |           |
| 2.           | 〈만세〉        | 우지, 에스쿱스, 원우, 민규, 버논 | 우지, 범주           | 3:06  |           |
| 3.           | 〈어른이 되면〉 | 우지                             | 우지, 원영현, 동네형 | 3:23  |           |
| 4.           | 〈OMG〉         | 우지, 디노                       | 우지, 원영현, 동네형 | 3:04  |           |
| 5.           | 〈ROCK〉        | 우지, 원우, 버논                 | 우지, 원영현, 동네형 | 3:12  |           |
| 총 재생 시간 | 총 재생 시간    | 총 재생 시간                     | 총 재생 시간         | 15:50 |           |

## 차트
| 차트 (2015)                 | 최고 순위 |
| --------------------------- | --------- |
| 대한민국 (가온 차트 ‘주간’) | 2         |
| 대한민국 (가온 차트 ‘월간’) | 3         |
| 대한민국 (가온 차트 ‘연간’) | 15        |